# Endru Vejkfild
Endru Džeremi Vejkfild (rođen 1957) je diskreditovani bivši britanski lekar koji je postao antivakcinaški aktivista. Bio je gastroenterolog dok ga nisu izbrisali iz medicinskog registra u Velikoj Britaniji zbog neetičkog ponašanja, naučne prevare i nečasnosti zbog objavljivanja lažnog istraživačkog rada u kome je tvrdio da je vakcina protiv malih boginja, zauški i rubeola (MMR) povezana sa autizmom i bolestima creva.
Nakon objavljivanja rada, drugi istraživači nisu mogli da reprodukuju Vejkfildove nalaze niti da potvrde njegovu hipotezu o povezanosti MMR vakcine i autizma, ili autizma i gastrointestinalnih bolesti. Istraga novinara Sandej tajmsa Brajana Dira, 2004. godine, otkrila je neobelodanjeni finansijski sukob interesa s Vejkfildove strane, a većina koautora je povukla svoju podršku interpretacijama ove studije. Britansko Glavno medicinsko veće (GMC) sprovelo je istragu o tvrdnjama o naučnoj prevari Vejkfilda i dvojice bivših kolega. Istraga je bila usredsređena na Dirove nalaze, uključujući i to da su deca sa autizmom podvrgnuta nepotrebnim invazivnim medicinskim procedurama kao što su kolonoskopija i lumbalna punkcija, kao i to da je Vejkfild delovao bez neophodnog etičkog odobrenja nezavisne komisije za etiku u istraživanjima.

## Spoljašnje veze
- Alaszewski A (2011). „How campaigners and the media push bad science”. BMJ. 342: d236. doi:10.1136/bmj.d236.
- Deer B (2011). „Secrets of the MMR scare. The Lancet's two days to bury bad news”. BMJ. 342: c7001. PMID 21245118. doi:10.1136/bmj.c7001.
- Godlee F (2011). „Institutional and editorial misconduct in the MMR scare”. BMJ. 342: d378. doi:10.1136/bmj.d378.
- „Lessons from the MMR Scare by Fiona Godlee” (Саопштење). Fogarty International Center, National Institutes of Health. 6. 9. 2011. Архивирано из оригинала 07. 01. 2021. г. Приступљено 30. 12. 2013.
- „Assuring research integrity in the wake of Wakefield”. BMJ. 342: d2. 2011. PMID 21245120. doi:10.1136/bmj.d2.
- „The Vaccine War”. PBS Frontline. 27. 4. 2010. Приступљено 30. 12. 2013. „The Vaccine War”. PBS Frontline. 27. 4. 2010. Приступљено 30. 12. 2013. „The Vaccine War”. PBS Frontline. 27. 4. 2010. Приступљено 30. 12. 2013.  ажурирано март 2015